# Happoshu
L'happoshu (発泡酒?, happōshu, letteralmente alcolico frizzante) è una bevanda alcolica giapponese simile alla birra, dalla quale differisce per la quantità di malto. In Giappone, la birra viene definita tale quando il peso del malto estratto supera il 67% del peso degli ingredienti fermentabili. L'happoshu contiene invece una quantità di malto minore.

## Storia
Per proteggere il consumo degli alcolici tradizionali giapponesi, come il sakè ed il shōchū, il governo impose pesanti tasse sulla birra, una bevanda che i giapponesi gradiscono molto. È questo il motivo per cui la birra ha un costo molto maggiore di quello che ha in altri Paesi. I birrifici giapponesi, per vendere prodotti a prezzi competitivi, hanno quindi iniziato a produrre bevande del tutto simili alla birra, ma contenenti una percentuale di malto inferiore al 67%. Queste bevande sono state chiamate happoshu e hanno potuto godere di un ridotto carico fiscale rispetto alla birra. La prima azienda a produrre un happoshu è stata la Suntory, che nel 1994 ha lanciato la Hop's Draft, contenente il 65% di malto.
Gli happoshu con malto compreso tra il 25 e il 50% ebbero grande sviluppo dopo che nel 1996 il governo alzò le tasse di quelli con il malto tra il 50 ed il 67%, portandole alla stessa aliquota di quelle della birra. Il provvedimento fu preso per contrastare il maggior consumo di happoshu ed i conseguenti minori introiti governativi. La conseguenza fu che i birrifici iniziarono a produrre bevande al gusto di birra con sempre minore malto. In tempi più recenti, il governo ha rivisto la tassazione di birre e happoshu, e questi ultimi sono stati suddivisi in 3 categorie con tassazione decrescente: quelli contenenti dal 50 al 67% di malto, quelli dal 25 al 50% e quelli che ne contengono meno del 25%. È questo il motivo per cui oggi i birrifici producono principalmente gli happoshu con meno del 25% di malto, quelli meno tassati.
Per mettere sul mercato bevande al gusto di birra a prezzi anche inferiori degli happoshu, sono ora in produzione le cosiddette "terze birre" (第三のビール?, dai-san no bīru), che rientrano nelle categorie basse di tassazione. Queste bevande sono a loro volta alcoliche e vengono preparate con ingredienti alternativi al malto o mischiando altri alcolici agli happoshu. Una lattina di "terza birra" da 350 ml costa tra i 10 e i 25 yen meno di un'analoga lattina di happoshu.

## Gusto ed effetti
Molti sostengono che gli happoshu sono meno buoni delle birre, e in ogni caso i ristoranti giapponesi hanno di solito nel menù le normali birre e non gli happoshu. Per garantire il gusto simile e una percentuale di alcol pari a quella delle birre, gli happoshu vengono preparati utilizzando i cosiddetti fuselöl, i prodotti di coda della distillazione di liquidi alcolici ottenuti per fermentazione. Un consumo eccessivo può quindi causare le emicranie tipiche del giorno dopo un'ubriacatura.

## Lista di alcuni happoshu

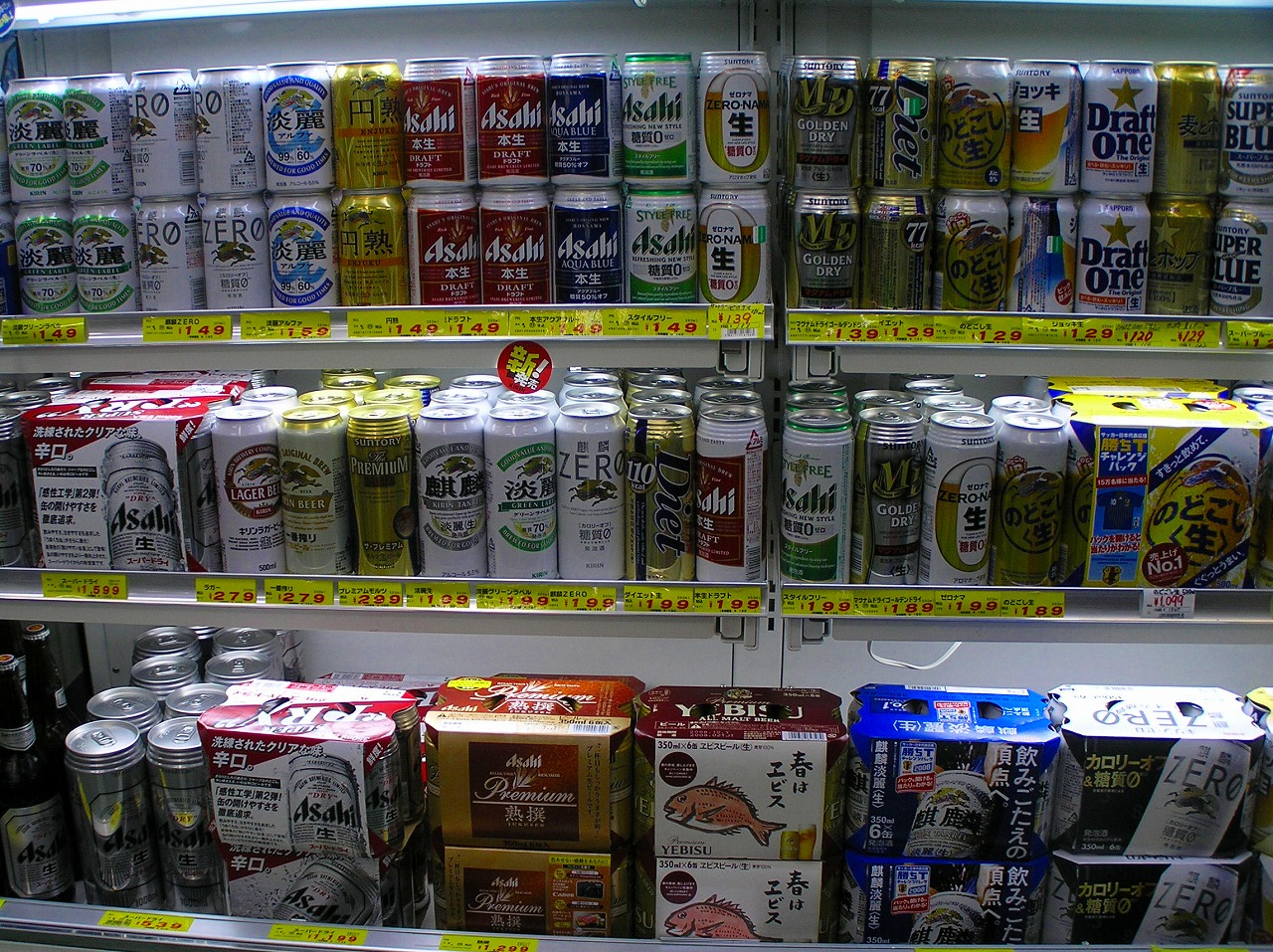
Scaffale di birre e happoshu in un discount giapponese

I seguenti happoshu contengono meno del 25% di malto
- Hokkaido Nama-shibori Migaki-mugi, delle birrerie Sapporo
- Hon-nama, della Asahi
- Diet-nama Clear Taste, della Suntory
- Magnum Dry Golden Dry, della Suntory
- Cool Draft, della Asahi
- Tanrei-nama, della Kirin
- Enjuku, della Kirin
- Style Free, della Asahi
- Dosan Sozai, della Sapporo
- Zero, della Kirin